# Béla Kéler

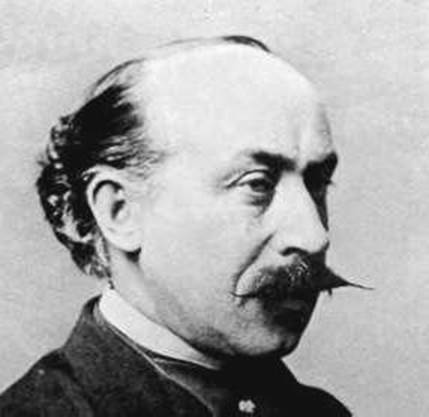
Béla Kéler

Béla Kéler, původním jménem Albert Paul Kéler, (13. února 1820 Bardejov, Uhersko – 20. listopadu 1882 Wiesbaden, Německo) byl uherský hudební skladatel, dirigent a houslista.
Po studiích v Levoči, Debrecíně a Prešově byl v roce 1845 přijat do orchestrální skupiny prvních houslí v Divadle na Vídeňce. O rok později publikoval svůj první opus z celkového počtu 139 vydaných skladeb a ustavičně se zdokonaloval v harmonii a kontrapunktu. V roce 1854 se v orchestru Johanna Sommera v Berlíně začala Kélerova dirigentská kariéra, která v sezóně 1855/1856 pokračovala v Lannerovom orchestru ve Vídni. V letech 1856–1860 zastával Kéler funkci kapelníka vojenské hudby hraběte Mazzuchelliho. Po krátkém působení na čele vlastního orchestru v Budapešti přesídlil do Wiesbadenu, kde žil a tvořil posledních dvacet let svého života. Od roku 1863 vedl tamní orchestr 2. pluku nassauského vévody a později lázeňský orchestr. Od roku 1873 byl hostujícím dirigentem orchestrů v Londýně, Manchesteru, Kodani, Amsterdamu, Paříži, Mnichově, Berlíně, Hamburku, Drážďanech, Lipsku, Curychu aj. Jeho hudba byla v době svého vzniku rovnocenná tvorbě Straussovy dynastie. Béla Kéler velkou část své hudební pozůstalosti odkázal svému rodišti a dnes je ve sbírkách Šarišského muzea v Bardejově. V roce 2014 vznikla za účelem prezentace Kélerova hudebního odkazu Společnost Bély Kélera.

## Životopis

### Mládí (1820–1845)
Béla Kéler se narodil 13. února 1820 v Bardejově, v domě č.41 na Radničním náměstí, do hornouherské šlechtické rodiny jako sedmé z patnácti dětí. Kélerovo rodné jméno je Paul Albert. Jako otec je zapsán Stephan Kéler, který zastával funkci zástupce notáře, později senátora – člena bardejovské městské rady a hlavního soudce. Matka Anna Booth pocházela ze Spišského Podhradí. Kélerovy sourozenci byli, v pořadí podle data narození, Emerich Leopold, Friederike Marie, Stephan Eduard, Peter Sigismund, Johann (zemřel 4 hodiny po narození), Emilie Anna, Amalia Johanna Alexandra, Antonia Hermina, Ferdinand, Apollonia Georgine, Viktor Benjamin, Mathilde Josepha, Auguste Sophie, Josephine Amanda.
Kéler se hudebně vzdělává u regenschoriho v Bazilice svatého Jiljí v Bardejově Franze Schiffera, který ho učí základům hry na housle a na klavír. Evangeličtí chlapci, ke kterým patří i Kéler, chodí do školy vedle evangelického kostela, kde je vyučovací řečí němčina, i když zřejmě v bardejovských ulicích slýchává i slovenštinu, resp. tzv. měkkou šarištinu. Základní vzdělávání v Bardejově Kéler ukončuje v roce 1834. Ve stejném roce je konfirmován. Ve studiích pokračuje na Evangelickém lyceu v Levoči (1834–1835) a následně střídavě na Evangelickém kolegiu v Prešově a Reformovaném kolegiu v Debrecíně (1836–1840).
I když mladý Kéler již během svých studií v Prešově vede školní orchestr a píše drobnější skladby, není možné jasně predikovat jeho budoucí uměleckou kariéru. Tím spíše, že Kélerovy rodiče zřejmě upřednostňují, aby pokračoval v rodinné tradici a věnoval se právu. Rozdílnost představ Bély Kélera a jeho rodičů zřejmě vyústila do situace, že na jejich přání nastupuje od 1. července 1840 na roční zemědělskou stáž na statcích hrabat Schönborn-Buchheim v Mukačevu. Ani při těžké fyzické práci Kéler nepřestává usilovat o svou uměleckou budoucnost. V Mukačevu komponuje své první známé dílo, klavírní valčík Friederike, který byl poprvé provedený na prešovském karnevalu v roce 1840 a je věnovaný Kélerově sestře Frederice. Po skončení stáže v Mukačevu odchází Kéler pracovat na farmy svého švagra Ferdinanda Medweye, manžela sestry Amalie Johanny Alexandry, do Haliče a Beskyd. I v těchto podmínkách se Kéler dále hudebně vzdělává. Cvičí na housle, studuje spisy o generálbasu, harmonii a umění hudebního komponování Johanna Georga Albrechtsbergera a komponuje více než 40 skladeb, mj. Košutův pochod (Kossuth Indulója, op.5). V Haliči, kde má četné příležitosti zahrát své nové klavírní skladby pro soukromou společnost. V roce 1844 skládá pro klavír Valčík bardejovské lázeňské sezóny 1844 (Bartfelder Bade-Saison Walzer 1844), později vydaný pod názvem Romantický život (Romantisches Leben, op.101).
V důsledku přírodních katastrof a požárů jeho švagr Ferdinand přichází o svůj majetek. Kéler ztrácí zaměstnání a vrací se do Bardejova. Spolu s rodiči tráví léto 1844 v jejich vile v Bardejovských Kúpelích. Kéler nabízí několik svých valčíků dirigentovi tamějšího lázeňského orchestru, který je zařazuje do dramaturgie kolonádních koncertů. Během podzimu 1844 se Kéler stěhuje do Prešova, kde krátce vyučuje hudbu a hraje v orchestru prešovského divadla.

### Houslista v Divadle na Vídeňce (1845–1854)
V roce1845 se Kéler stěhuje do Vídně, kde ho ředitel a majitel Divadla na Vídeňce (Theater an der Wien) Franz Pokorný od 28. srpna angažuje na místo houslisty v jeho orchestru. Divadlo, které se dodnes nachází ve Vídni na ulici Linke Wienzeile získalo svůj přívlastek podle říčky Vídeňky, která protéká v podzemí vedle divadla. Již 30. srpna 1845 zažívá Kéler svou hráčskou premiéru při otevření nové divadelní sezóny operou německého skladatele Friedricha von Flotow Alessandro Stradella pod dirigentskou taktovkou Josefa Netzera. V seznamu 27členného divadelního orchestru z roku 1850 je Kéler uveden jako čtvrtý v pořadí pod svým rodným jménem Albert Kéler. Kromě výkonu profese orchestrálního houslisty Kéler dva roky studuje harmonii a skladbu u violoncellisty Divadla na Vídeňce Carla Schlesingera a v letech 1851–1853 harmonii a kontrapunkt u pedagoga vídeňské konzervatoře, hudebního teoretika, varhaníka, dirigenta a skladatele Simona Sechtera, mezi jehož studenty patřili skladatelé Franz Schubert nebo Anton Bruckner.
Období 1848–1849 je pro Kélera v osobním životě tragické. V zimě 1848 umírá jeho matka Anna a na začátku roku 1849 na choleru i otec Stephan. Oba jsou pohřbeni na evangelickém hřbitově v Bardejově. 2. července 1849 je v bitvě u Komárna zabit Kélerův bratr Peter Sigismund, který sloužil jako kapitán u 24. pěšího pluku rakouské armády.
Devítileté Kélerovo působení v orchestru Divadla na Vídeňce oficiálně končí 7. května 1854. Během tohoto období je publikováno jeho prvních deset opusů. Prvním z nich je skladba Tři uherské (Trois Hongroises), op.1 vydaná ve vydavatelství Tobias Haslingers Witwe und Sohn v roce 1846.
Stěžejní kompozicí pro Kélerovu další, zejména dirigentskou, dráhu se stal valčík Hvězdy naděje (Hoffnungs Sterne, op.17). Johann Benedict Sommer žádá Kélera o zaslání tohoto valčíku k orchestrálnímu provedení v Sommerových salónech v Berlíně, jejichž je vlastníkem. Kéler mu valčík v červenci 1853 zasílá.

### Dirigent Sommerova orchestru v Berlíně (1854–1855) a Lannerova orchestru ve Vídni (1855–1856)
Na základě úspěchu valčíku Hvězdy naděje, op.17 u berlínského publika, je Kéler Johannem Benedictem Sommerem angažován na hlavní dirigentský post v jeho 36členném orchestru. Koncerty se konají takřka každodenně v Sommerových salonech, které se rozprostíraly na místě dnešního nádraží na Postupimském náměstí. Kélerův první koncert se koná 7. května 1854. Na podzim roku 1855 se Kéler loučí s berlínským orchestrem a opět se vrací do Vídně. Po nečekané smrti Augusta Lannera v září 1855 se spolu s dosavadním dosavadním koncertním mistrem orchestru Jakobem Haagem ujímá řízení Lannerova orchestru v sezóně 1855–1856.

### Kapelník pluku hraběte Mazzuchelliho (1856–1860)
Ve Vídni 1. srpna 1856 je Béla Kéler ustanoven do funkce kapelníka orchestru 10. pěšího pluku hraběte Aloise Mazzuchelliho. Vojenský pluk postupně prochází Vídeň, Debrecín, Budapešť, Bělehrad, Sibiu, Portogruaro, Valvasone, Brašov a další města. Kéler komponuje v letech 1856–1860 zejména pochody, polky a čardáše, upravuje skladby pro orchestr a hudebním vzděláváním hráčů zvyšuje jeho úroveň. Kélerův orchestr, v němž jsou kromě dechových zahrnuty i smyčcové nástroje, účinkuje nejen při vojenských příležitostech, ale i na samostatných promenádních koncertech, kde jsou pochody doplňovány skladbami v tanečních formách, směsmi populárních melodií tzv. potpourri, nebo transkripcemi operní tvorby. Důkazem Kélerovy kvalitní práce s orchestrem je vítězství Mazzuchelliho pochodu (Mazzuchelli-Marsch, op. 22) v soutěži organizované tehdejším rakouským vojenským kapelníkem Andreasem Leonhardem (1800–1866) v roce 1857. V polovině března 1857 vystupuje Kéler se svým orchestrem v divadle v Debrecíně, které sídlí v sýpce radního Gábora Nánássyho, protože Csokonaiovo národní divadlo bylo otevřeno až v roce 1865. Kélerův první koncert v Budapešti se uskutečnil 3. října 1858. Pravidelné koncerty orchestru v Budapešti pod Kélerovým vedením konají až do konce dubna 1859. Výjimkou je krátké období na počátku roku 1859, kdy Mazzuchelliho pluk působí v Bělehradu. V květnu 1859 se Kéler jako vojenský kapelník spolu s válečnou výpravou rakouské armády přesouvá do Itálie, kde probíhá tzv. druhá italská válka za nezávislost mezi rakouskou armádou a sardinsko-francouzskými vojsky. Kéler během války působí severovýchodně od Benátek v Portogruaro a ve Valvasone. Po skončení této válečné operace, resp. porážce rakouské armády v bitvě u Solferina od sardinsko-francouzských vojsk, přivádí Kélera služba u vojenského orchestru do Sibině. Kélerovo působení u vojenského pluku je fyzicky velmi náročné a zřejmě se negativně podepisuje na jeho pozdějších vážných zdravotních problémech. Již během služby absolvuje několik léčebných pobytů v rumunských lázních Oradea. V roce 1860 ze zdravotních důvodů žádá o uvolnění z funkce kapelníka. V této věci mu je vyhověno a svou službu v armádě končí 30. září 1860.

### Kapelník orchestru v Budapešti (1861–1862)
Druhou polovinu roku 1860 a první měsíce roku 1861 tráví Kéler v Bardejovských Kúpelích, v Prešově a na dalších místech svého rodného kraje. Odtud míří do Budapešti, kde spolu s Josefem Dubezem, který do roku 1860 působil v Haliči jako kapelník 4. pěšího pluku Hoch – und Deutschmeister, zakládá orchestr. Kéler na jeho čele působí od března 1861 do konce roku 1862. Na úvodním březnovém koncertě Kéler s Dubezem interpretují premiéru společně zkomponovaného houslového dvojkoncertu Die beyden Kunstbrüder. Orchestr Kélera a Dubeze účinkuje na slavnostním koncertě při otevření nového Budínského lidového divadla v Budapešti 14. září 1861, na němž provádí předehru Rákoczy Ouverture op.76. Ke konci roku 1862 přichází Kélerovi nabídka od nassauského vévody Adolfa I. Lucemburského k dlouhodobému angažmá na pozici dirigenta orchestru jeho pluku ve Wiesbadenu. Jelikož Kéler upřednostňoval trvalá angažmá před nejistým působením na volné noze bez stálých příjmů, rozhodl se nabídku přijmout a dále nepokračovat v působení na čele vlastního orchestru v Budapešti.

### Hudební ředitel 2. pluku nassauského vévody (1863–1866)
Po Benedictu Stadtfeldovi (1788–1878), který ve svých 75 letech odchází do důchodu, se Kéler 1. ledna 1863 ujímá funkce dvorního kapelníka 45členného orchestru 2. pluku nassauského vévody Adolfa ve Wiesbadenu, kterému velí plukovník Bruno Neidhardt von Gneisenau (1811–1889). Největší část koncertů orchestru 2. pluku Kéler diriguje v lázeňském domě ve Wiesbadenu, protože v té době ještě neexistoval stálý lázeňský orchestr. Dramaturgie Kélerových koncertů se skládá nejen z jeho vlastních skladeb a podobně laděných tanečních kompozic dalších autorů, ale i ze symfonické tvorby Josepha Haydna, Wolfganga Amadea Mozarta, Ludwiga van Beethovena, Felixe Mendelssohna-Bartholdyho, Franze Schuberta, Hectora Berlioze aj. Nedílnou součástí koncertů jsou i předehry romantických skladatelů – Giuseppe Verdiho, Gioacchina Rossiniho, Charlese Gounoda, Gaetana Donizettiho, Carl Marii von Webera a dalších. Mezi interprety Kélerových koncertů nechybí známí housloví sólisté, Henryk Wieniawski nebo Eduard Reményi. Nejinak tomu je i 18. září 1865, kdy ve Wiesbadenu hostují umělci na čele s houslovým virtuosem Henrim Vieuxtempsem a italskou koloraturní sopranistkou Adelinou Patti. V rámci hostování Kélerova orchestru v berlínské Tonhalle v březnu 1866 se uskutečňuje premiéra valčíku Berliner Kinder-Walzer, op.77. V dubnu 1866 míří Kéler z Berlína do Drážďan, kde na společných koncertech s tamním hudebním ředitelem Moritzem Erdmannem Puffholdtem. Kéler zažívá významnou událost v osobním životě, když se mu 23. května 1866 narodil syn Albert (1866–1953). Jeho matkou je Amalie Baum, po které nese Kélerův syn své příjmení. Kéler setrvává v pozici kapelníka orchestru 2. pluku do listopadu 1866, kdy je Nassauské vévodství, po porážce Rakouského císařství v Prusko-rakouské válce, anektováno Pruskem. Vévoda Adolf je zbaven trůnu a nassauské vojenské oddíly jsou začleněny do pruské armády.

### V Mohuči, Bardejově, Amsterdamu (1867–1869)
V letech 1867–1870 nemá Kéler stálé angažmá. Bydlí v podnájmu ve Wiesbadenu, nejprve na adrese Michelsberg 23, později na Marktstraße. V lednu a únoru 1867 diriguje Kéler wiesbadenský lázeňský orchestr na karnevalových koncertech v historickém sále Frankfurter Hof v Mohuči. Každou neděli a o svátcích provádí koncerty ve wiesbadenském Saalbau Schirmer. V letních měsících, ve svém volném čase, navštěvuje Světovou výstavu v Paříži a cestuje po Švýcarsku.
V červenci a srpnu 1868 pobývá Kéler ve svém rodném bardejovském kraji 4. srpna 1868 ve spolupráci s hrabětem Ferenczem Szirmayem (1838–1871) pořádá v Bardejovských Kúpelích benefiční koncert na pomoc obětem požáru v Bardejově, při kterém shořelo několik desítek domů. Kéler s klavírním doprovodem interpretuje Meditaci Charlese Gounoda na podkladě preludia J.S. Bacha a dvě vlastní díla – druhou uherskou idylu Alföldi Bucsúhangok a koncertní kus Tempête et calme, který je nástrojovou verzí pro housle a piano původní skladby Concerto dramatique pro housle a orchestr. Skladbu plánuje Společnost Bély Kélera v obou verzích – pro housle a orchestr a pro housle a klavír – vydat v roce 2022.
V polovině srpna 1868 se Kéler vrací do Wiesbadenu, kde 28. srpna 1868 poprvé diriguje svůj nový, a zřejmě nejznámější, valčík Na krásném Rýně vzpomínám na Tebe (Am schönen Rhein gedenk ich dein, op.83), který je často srovnáván s valčíkem Johanna Strausse Na krásném modrém Dunaji.
Na prosinec 1868 Kéler získává od Johanna Eduarda Stumpffa angažmá na čtyři koncerty v Amsterdamu. Na prvních třech koncertech v divadle Frascati Kéler diriguje výhradně vlastní kompozice. Na čtvrtém koncertě, v koncertní síni Parkzaal se o vedení orchestru dělí s hlavním dirigentem Willemem Stumpffem. Největší ohlas u publika zaznamenávají dva Kélerovy valčíky – Die Sprudler, op.65 a Am schönen Rhein gedenk ich dein, op.83. Na začátku roku 1869 je klavírní verze valčíku Am schönen Rhein gedenk ich dein publikována v berlínském vydavatelství Bote & Bock. Za necelý rok si tento notový materiál kupuje více než 10 000 zákazníků.
V srpnu 1869 premiéruje Kéler předehru Tempelweihe, op.95 při otevření synagogy ve Wiesbadenu, která ve čtvrti Michelsberg stála do listopadu 1938, kdy byla zapálena během tzv. křišťálové noci a následně zničena.
Od října 1869 do začátku května 1870 je Kéler dlouhodobě hospitalizován v nemocnici ve Würzburgu s urologickými problémy, ke kterým se následně připojují i žaludeční komplikace. Navíc se během hospitalizace nakazil tzv. nemocniční horečkou, která komplikuje jeho zdravotní stav ještě více než rok od ukončení nemocniční léčby.

### Kapelník lázeňského orchestru ve Wiesbadenu (1870–1872)
Kéler se po sedmiměsíčním nemocničním pobytu ve Würzburgu vrací 4. května 1870 do Wiesbadenu. Nově si pronajímá dvoupokojový byt na adrese Emser Strasse 27c.
V důsledku nasazení vojenského pluku na francouzská bojiště zůstávají lázně ve Wiesbadenu bez hudebního tělesa, protože jeho členové působili zároveň v lázeňském orchestru. Protože odchází i dosavadní kapelník Josef Kaschte (1821–1878), přijímá Béla Kéler nabídku od představenstva lázeňské společnosti na sestavení a vedení nového orchestru od 25. července 1870.
V zimních měsících na přelomu let 1870/1871 se promenádní koncerty lázeňského orchestru konají v hotelu Victoria. Na začátku dubna 1871 se koncerty vracejí zpět do wiesbadenského lázeňského domu, který v tehdejší podobě již neexistuje. Původní budova byla zbořena a na jejím místě vystavěna nová. Během roku 1871 Kéler diriguje dosud nejvyšší počet koncertů – 366.
Kéler odchází z čela lázeňského orchestru ve Wiesbadenu k 31. prosinci 1872. Je pravděpodobné, že to souvisí s novým zákonem v Prusku, který nařizuje uzavřít všechny herny nejpozději do konce tohoto roku, což s sebou neslo předpoklad dramatického propadu návštěvnosti celých lázní. Kélerovy rozlučkové koncerty 28. a 31. prosince 1872 probíhají ve velkolepém duchu. V přeplněném sále se přítomní posluchači loučí s Kélerem a zároveň i s provozem místního kasina. Tomuto aktu Kéler věnuje dvě premiéry svých kompozic – polky francaise Štěstěna (Die Glücksgöttin, op.99) a valčíku Poslední hodiny štěstí (Die letzten Glückstunden, op.100).

### Hledání nových angažmá (1872–1873)
Kéler dále působí jako hostující dirigent na volné noze, což mu umožňuje častěji vystupovat v zahraničí a tím se stát známějším i mimo teritoria Německa a Rakouska-Uherska. Kélerovým trvalým bydlištěm zůstává i nadále Wiesbaden, kde má pronajatý byt. Na jaře 1873 pobývá Kéler v Berlíně a na začátku léta v Londýně, kde plánuje své turné na září 1874. V dubnu 1873 je v americkém tisku publikován Kélerův zájem o koncertní turné v USA. Kéler specifikuje i finanční a umělecké podmínky, za kterých je ochoten na americkém kontinentě hostovat.

### Předposlední návštěva rodného Bardejova (1873)
V roce 1873 Kéler navštěvuje po 5 letech svoji bardejovskou domovinu. Stejně jako při každé návštěvě Bardejova bydlí ve svém domě v Bardejovských Kúpelích, který získal v roce 1850 po smrti svého otce Stephana. Dům dnes již neexistuje. Ustoupil nové lázeňské výstavbě ve 2. polovině 20. století. Jelikož Kéler působí převážně v západní části Evropy, dům po většinu roku pronajímá lázeňským hostům. Správkyní jeho domu je Kélerova sestra Emilie Vandrák, která byla druhou ženou Andráse Vandráka, dlouholetého ředitele Evangelického kolegia v Prešově. Na zahradě domu Bély Kélera se nacházel minerální pramen, který vyvěral do jeho studny. V současnosti jsou všechny prameny v Bardejovských Kúpelích svedeny do nové kolonádní haly. V červenci 1873 vystupuje Kéler coby houslista s klavírním doprovodem na charitativním koncertě nedaleko Bardejova, v lázních Starý Smokovec, kde interpretuje vlastní skladby. Výtěžek koncertu je věnován na zlepšení stavu tatranských silnic.

### V Londýně a Manchesteru (1874–1875)
V prvním pololetí roku 1874 se Kéler kompozičně připravuje na svoje anglické turné. Svému londýnskému vydavateli J. B. Cramerovi průběžně zasílá nové skladby. Léto 1874 tráví Kéler v Bad Ems. Píše galop Entre Calais et Dover, op.105 nebo valčík In der neuen Heimath, op. 112. V září 1874 je Kéler pozván na čtyři týdny do Londýna, kde spolu s dalšími dirigenty řídí od 5. září do 2. října stočlenný orchestr v Královském divadle na Covent Garden v koncertní řadě Grand Instrumental and Vocal Promenade Concerts. Orchestr je složený ze členů orchestru Royal Italian Opera, Covent Garden, Theatre Royal Drury Lane a Royal Philharmonic Society. Kéler bydlí v hotelu Haymarket na adrese Arundel Street 7. Na úvodním koncertě 5. září uvádí dvě premiéry svých děl s názvy symbolizujícími jeho příjezd z Wiesbadenu do Londýna. Jsou jimi galop Entrée Calais et Dover, op.105 a valčík In der neuen Heimath, op.112. Kromě pravidelné koncertní činnosti se zde Kéler potkává s mnoha zajímavými lidmi. Mezi nimi jsou vydavatelé jeho děl i pianista Joseph Rummel (1818–1880), který inicioval Kélerovo londýnské hostování.
Kéler se v průběhu londýnského angažmá dozvídá, že mu švédský král Oskar II. udělil nejvyšší švédské ocenění v oblasti hudby, dramatického umění a literatury Litteris et Artibus. Na lícové straně medaile je portrét aktuálně vládnoucího švédského krále, zatímco rubová strana obsahuje latinský nápis Litteris et Artibus, v překladu „literatuře a umění“. Medaile je vyrobena ze stříbra a navrchu pozlacená a dodnes se pravidelně uděluje. Jejími držiteli se jen zřídka stávají umělci, kteří nemají švédské občanství. Kéler medaili považuje za dosud nejvyšší ocenění své práce. Koncert, na kterém má Kéler medaili poprvé připnutou na hrudi, navštěvují vévoda a vévodkyně z Edinburghu – Alfréd, Vévoda Sasko-Kobursko-Gothajský s manželkou Marií Alexandrovnou Romanovovou, dcerou ruského cara Alexandra II., které Kéler věnoval valčík In der neuen Heimath, op.112.
V závěru angažmá v Londýně přijímá Kéler nabídku od Edwarda de Jonga na hostování v Manchesteru ve Free Trade Hall. Kéler zde vystupuje na třech koncertech 17., 19. a 24. října v cyklu Mr. de Jong's Popular Concerts. Na koncertech se v řízení přibližně 60členného orchestru Kéler střídá s Jongem.
31. října 1874 se koná večer Uherské asociace v Londýně, na kterém Kéler, coby houslista, provádí s klavírním doprovodem některá svá díla. Dalším vystupujícím houslistou byl profesor Londýnské hudební akademie Adolf Pollitzer. Podobný večer se s aktivní Kélerovou uměleckou účastí koná i v polovině března 1875. Speciálně pro Alexandru Dánskou, princeznu z Walesu píše Kéler v dubnu 1875 valčík Ehret die Frauen, op.113.
Do léta 1875 Kéler nezískává v Londýně další angažmá, a tak se plánuje vrátit do Wiesbadenu a následně několik týdnů strávit na léčebném pobytu v Bad Ems.

### V berlínském Stadtparku (1876)
V druhé polovině roku 1875 a první polovině roku 1876 Kéler především komponuje. 7. března 1876 navštěvuje Kéler ve Frankfurtu svého bývalého zaměstnavatele, vévodu Adolfa I. Lucemburského. Předává mu Ungarische-Lustspiel-Ouverture, op.108, kterou dedikoval švédskému panovníkovi Oskarovi II. 23. dubna 1876 slaví vévoda Adolf na zámku Hohenburg svou stříbrnou svatbu se svojí druhou manželkou Adelaide Marií Anhaltsko-Desausskou. Kéler se vzhledem k velké vzdálenosti oslav osobně neúčastní a svůj svatební dar v podobě valčíku Hymens Blumen-Spende, op.122, pouze posílá. V polovině července 1876 odjíždí Kéler na několikatýdenní ozdravný pobyt do Bad Ems. Během tamějšího pobytu přichází Kélerovi nabídka na 14denní angažmá v Berlíně, kam následně, po krátké zastávce ve Wiesbadenu, odjíždí. Kéler diriguje od 30. července do 12. srpna orchestr Berliner Sinfonie-Capelle na šesti koncertech v berlínském Stadtparku. Členové orchestru se v roce 1882 stali základem nově založeného Berliner Philharmonisches Orchester, dnešních Berliner Philharmoniker. Na posledním koncertě 12. srpna 1876 oceňují Kélera svojí návštěvou členové Uherské společnosti v Berlíně, kteří mu po skončení premiéry pochodu Das Vaterland hoch (Eljen a Haza), op.126 předávají vavřínový věnec se svým věnováním.
Kéler dosahuje úspěchu i na poli vydávání svých děl. S berlínským vydavatelem Johann André – Offenbach am Main uzavírá smlouvu na vydání I. série uherských tanců pro čtyřruční klavír. U stejného vydavatelství vychází v srpnu 1877 dvousvazkové vydání I. a II. série Uherských tanců pro čtyřruční klavír a pro orchestr. Nejpozději během října 1876 se Kéler vrací z Berlína do Wiesbadenu. 10. prosince 1876 je Kéler angažován na koncert v Kurhausu.

### V mnichovské Anglické zahradě (1877)
5. června Kéler přijíždí do Mnichova, kde získal angažmá od tamní společnosti Englisches Café. Kélerovy, takřka každodenní, koncerty v Mnichově uskutečňují od 10. června do 30. srpna 1877. Jelikož se Kélerovy koncerty odehrávají v Anglické zahradě pod širým nebem, má počasí zásadní vliv na návštěvnost koncertů a tím i na Kélerův příjem, který je stanoven procentuálním výpočtem z čistého zisku. 23. června 1877 Kéler premiéruje valčík Erinnerung an den Gletschergarten in Luzern, op.125 a 7. srpna, v rámci tzv. italské noci, další valčík Für Herz und Gemüth – München Debut Walzer, op.118. Celkově během dvou měsíců v Mnichově diriguje 86 koncertů.

### V Curychu a Lucernu (1877)
7. září 1877 Kéler odjíždí z Mnichova do Curychu, protože mu bylo nabídnuto koncertní angažmá na tři koncerty od curyšské společnosti Das Tonhalle-Orchester Zürich. Kéler se ubytovává se v hotelu Züricher Hof. První tři Kélerovy koncerty se konají od 10. do 12. září 1877. Vedení společnosti Tonhalle je s Kélerovým uměním natolik spokojeno, že mu nabízí čtvrtý a posléze i pátý koncert. Na čtvrtém koncertě 13. září poprvé zaznívá i polka-francaise Am Züricher See, op.129. Poté Kéler odjíždí do Lucernu, kde vystupuje na koncertě v Hotel du Lac v neděli 23. září 1877. 27. září 1877 se Kéler přes Stuttgart vrací do Wiesbadenu.

### V Hamburku u George Stadlyho (1877–1878)
Na doporučení Jacoba Cohena je Kéler angažován na měsíční koncertní kontrakt v Hamburku u společnosti George Stadlyho – Stadly'sche Etablissement. Ve čtvrtek 11. října 1877 Kéler odjíždí do Hamburku a ubytovává v hotelu Waterloo. Pozitivní reakce na hostování Bély Kélera na čele orchestru 2. hanzovního pěšího pluku č. 76 prodlužují jeho měsíční angažmá o dva týdny – do 29. listopadu 1877. Následně Kéler přijímá nabídku George Stadlyho na další měsíční koncertní cyklus v lednu 1878. I když mezi oběma koncertními šňůrami je několikatýdenní časová prodleva, zůstává Kéler v tomto mezidobí v Hamburku. Štědrý večer roku 1877 tráví Kéler u George Stadlyho. Kéler zůstává v Hamburku i po skončení pracovní části svého pobytu.

### Na světové výstavě v Paříži (1878)
Na začátku května 1878 dostává Kéler nabídku na koncertní cyklus v Paříži. Proto 10. května opouští Hamburk a vydává se za dalším uměleckým angažmá do země galského kohouta. Kéler přijíždí do Paříže 17. května večer. Pro účely 7. Světové výstavy, která se koná od 1. května do 31. října, zde vzniká 80členný orchestr, který v budově Oranžerie řídí Jean-Baptiste Arban spolu s dalšími věhlasnými dirigenty. Kéler diriguje celkem 30 koncertů mezi 24. květnem a 21. červnem 1878.
Od 27. června, šest dní po posledním 30. koncertě, je hospitalizován v Nemocnici řádu sv. Jana z Boha. 3. srpna večer Kéler opouští pařížskou nemocnici a den poté v neděli 4. srpna přijíždí do Wiesbadenu.

### Tivoli v Hannoveru a Kodani (1878)
Ve Wiesbadenu se Kéler dlouho nezdržuje, protože hned 8. srpna odjíždí na turné do Kodaně, které mu nabídl umělecký ředitel tamějšího zábavního parku Tivoli Bernhard Olsen těsně před Kélerovým odjezdem z Paříže. První Kélerovou koncertní zastávkou je ovšem Hannover, kde od 11. do 15. srpna diriguje orchestr 1. hannoverského pěšího pluku č.74 v nově otevřené koncertní zahradě Tivoli Karla Röpkeho. Až potom Kéler míří z Hannoveru přes Hamburk, Kiel a Korsør do Kodaně. Kélerovy koncerty v Kodani se konají mezi 24. srpnem a 11. zářím 1878 v dodnes existujícím zábavním parku Tivoli. Spoluúčinkuje na nich stálý dirigent orchestru Tivoli Balduin Dahl (1834–1891). Z Kodaně do Wiesbadenu odjíždí Kéler 21. září. Cestou se ještě na delší čas zastavuje v Hamburku a Kasselu. Po více než 1,5 roce se Kéler 1. listopadu 1878 vrací na delší čas do Wiesbadenu.

### Oslavy 25 let dirigentské činnosti ve Wiesbadenu (1879)
V dubnu 1879 připravuje Kéler oslavy 25. výročí své dirigentské kariéry, jejichž hlavním bodem je koncert 7. května v Kursaalu ve Wiesbadenu. Kélerův jubilejní koncert je spojený s velkými poctami a ozvláštněn premiérami dvou jeho nových skladeb Vom Rhein zur Donau, op.138 a přepracovanou verzí Jubiläumsfeier Fest-Ouverture, op.132. Následné oslavy se konají ve wiesbadenském Kimo-Kaimo klubu, jehož je skladatel dlouholetým čestným členem. Kéler dostává spoustu blahopřejných dopisů, telegramů, věnců a květin. Mezi gratulanty byli i tři z českého území: hudební skladatel a kapelník Jan Pavlis (1819–1880), hlavní dodavatel dechových nástrojů pro rakouské armádní orchestr Václav František Červený (1819–1896) z Hradce Králové a český houslista, hudební skladatel a dirigent orchestru v Karlových Varech August Labitzky (1832–1903). Kéler si velmi cení blahopřejný dopis od svého švagra Andráse Vandráka z Prešova, kterému přisuzuje zásadní podíl na svém uměleckém růstu.

### V Hannoveru a Hamburku, Drážďanech, Halle a Lipsku (1879)
Pracovní povinnosti Kélerovi nedovolují, aby si vychutnal dozvuky své oslavy a již 9. května 1879 odjíždí na tři koncerty do Hannoveru, které se konají od 11. do 13. května v místním zábavním zařízení Tivoli, kde Kéler koncertoval již v předešlém roce. V sobotu 16. května 1879 přijíždí Kéler do Hamburku na tříměsíční angažmá – od 1. června do 1. září 1879 v zahradě Labského pavilonu, kam ho pozval ředitel hamburského městského divadla a zároveň i opery Bernhard Pollini. Většinu času Kélerovi zabírá práce s orchestrem. Téměř každý den s ním dvě hodiny zkouší a večer vystupuje na koncertech, které s přestávkami trvají 4–6 hodin. Podle smluvního závazku musí Kéler dvakrát za měsíc uskutečnit benefiční koncert. První z nich, s premiérou valčíku Elbe und Fluth, se uskutečňuje 24. července 1879. Jelikož se Kélerovy koncerty konají pod širým nebem, je počet posluchačů na nich ovlivněn místním přímořským velmi nevyzpytatelným počasím. Po koncertech se Kéler pravidelně setkává se svým přítelem Heinrichem Fürstenowem, který na Kélerových koncertech spoluúčinkuje jako druhý dirigent.
V srpnu 1879 poskytuje Kéler hamburským novinám vyjádření k situaci, že posluchači jsou na koncertech v Labském pavilonu často udiveni Kélerovým autorstvím Bardejovského čardáše, které mylně přisuzují Johannesi Brahmsovi.
„Z různých stran jsem s překvapením zaznamenal, že kdykoliv jsem prováděl svůj uherský tanec Bardejovský čardáš na koncertech v Labském pavilonu, vyvstala otázka, jak došlo k tomu, že se v programu pod skladbou objevilo mé jméno, protože se lidé obecně domnívají, že skladatelem zmíněného tance byl J. Brahms. Abych čelil tomuto omylu, který je v hudebním světě rozšířený, a abych chránil svá autorská práva, jsem nucen prohlásit, že jsem tento uherský tanec složil v roce 1858 a také svého času poprvé provedl v letní aréně v Debrecíně. Ještě ve stejném roce tanec vyšel jako moje klavírní kompozice opus 31 v hudebním vydavatelství Ròzsavölgyi & Co. Někdy na začátku roku 1870, tj. zhruba o 12 let později, upravil pan J. Brahms deset různých uherských tanců, mezi nimi pod č. 5 i můj výše uvedený tanec, pro čtyřruční klavír a podobně pan J. Brahms, na základě již publikovaných klavírních vydání u výše zmíněné společnosti, upravil i zbývajících devět tanců pro čtyřruční klavír. Ačkoli zásluhy, které pan J. Brahms získal úpravou těchto uherských tanců, jsou v hudebním světě již dlouho uznávány, a já jako Uher je oceňuji a vážím si je o to více, je třeba myslet i na skladatele originálních melodií podle starého latinského přísloví ‚Ať se stane spravedlnost, i kdyby měl zhynout svět‘. Hamburk, srpen 1879. Béla Kéler.“
Po koncertní šňůře v Hamburku absolvoval Kéler ještě v první polovině listopadu 1879 koncertní turné s orchestrem 2. pěšího pluku císaře Viléma IV. v Drážďanech, na němž v první ze tří částí koncertu vystupoval i kapelník tohoto pluku a pozdější šéfdirigent Drážďanské filharmonie Friedrich August Trenkler. Kéler poté dirigoval v Halle, a na konci listopadu v Lipsku, kde dosud nikdy nekoncertoval. 13. prosince 1879 se Kéler po více než sedmi měsících vrací do Wiesbadenu, kde si nově pronajímá byt na adrese Emser Strasse 65.

### Naposledy v Bardejově (1880)
V květnu 1880 Kéler po sedmi letech a naposledy přijíždí do své domoviny. Ze své domoviny Kéler míří ve druhé polovině srpna 1880 do Vratislavi, kde diriguje 20 koncertů v Liebichově divadle. Do Wiesbadenu se vrací 25. září 1880. 15. října tam diriguje premiéru své Concert Polky.

### V berlínském Krollu a Vratislavi (1881)
Na celou letní sezónu roku 1881, tzn. od května do konce září, je Kéler osloven majitelem Krollovy opery Jakobem Engelem na hostování v Berlíně. Na 2. polovinu srpna 1881 dostává i nabídku na angažmá v polské Vratislavi. Kéler usiluje o to, aby koncerty v Berlíně a Vratislavi na sebe navazovaly.
5. května 1881 odjíždí Kéler z Wiesbadenu na koncerty do Berlína, které se konají od 8. května do 15. srpna. Většina z nich se uskutečňuje pod širým nebem, ale v případě nepřízně počasí se přesouvají do interiéru. Hlavní částí programu nejsou Kélerovy koncerty, ale představení celovečerních oper, která před začátkem a po jejich skončení rámují kratší Kélerovy koncerty. Hned po příjezdu do berlínského Krollu, kde je zároveň i ubytován, začíná Kéler s přípravou notových materiálů na následné zkoušky s přibližně 40členným orchestrem. Kélerovi jsou ubytování a strava poskytovány zdarma přímo v sídle Krollovy společnosti a je s ním zacházeno jako s hostem rodiny Engelových. Po skončení svého závazku v Berlíně, odjíždí Kéler do Vratislavi, kde diriguje vlastní celovečerní koncerty. 4. září 1881 zde svá vystoupení zakončuje.

### Poslední koncerty v Curychu, Frankfurtu a Kölnu (1882)
Na začátku roku 1882 se Kéler naposledy stěhuje – z bytu Emser Strasse č. 65 na Emser Strasse č. 61. Od 22. do 28. srpna Kéler diriguje 7 koncertů v Curychu. Odtamtud cestuje do Frankfurtu nad Mohanem, kde vystupuje na charitativním koncertě v místní zoo. 31. srpna 1882 se Kéler vrací do Wiesbadenu. Od 26. do 29. října ještě řídil v Kölnu orchestr střeleckého pluku č. 40, se kterým uskutečňuje premiéru svého posledního dokončeného valčíku Der Musen Rheinfahrt. V neděli 29. října 1882 řídí Béla Kéler v Kölnu svůj poslední koncert.

### Úmrtí (1882)
Od 12. listopadu 1882 leží vážně nemocný Kéler v městské nemocnici ve Wiesbadenu. Až do poslední chvíle je plně při vědomí a pověřuje s nejvyšší pečlivostí svého blízkého přítele a zároveň právního zástupce Heinricha Heubela zařízením všech detailů svého pohřbu a vypořádáním svého majetku. Béla Kéler umírá ve Wiesbadenu 20. listopadu 1882. Na svůj pohřeb, který se koná 23. listopadu 1882 v 15 hodin, si Kéler napsal smuteční pochod s názvem Trauermarsch zu eigener Beerdigung (Smuteční pochod na vlastní pohřeb). Jeho provedení svěřuje svému drahému příteli a kolegovi kapelníkovi Münchovi, který pochoduje na čele pohřebního průvodu s orchestrem Füsilier-Regiment „von Gersdorff“ č. 80. Na Kélerově pohřbu jsou zastoupeny různé wiesbadenské sdružení a spolky, královské divadlo, lázeňský orchestr, pěvecké sbory a dva nassauské pěší pluky. Kélerovu rakev následují četní přátelé, známí, obdivovatelé a další truchlící. Pohřební řeč přednáší nassauský dvorní kazatel Köhler. Následně je Kéler pochován na hřbitově Nordfriedhof ve Wiesbadenu.
V rodném Bardejově je Béla Kéler připomenut mramorovou pamětní deskou s reliéfní bustou na jeho rodném domě, která byla slavnostně odhalena 19. srpna 1906. Autorem díla je sochař a keramik Béla Markup. Projevy přednesli bardejovský rodák Álmos Jaschik (1885–1950), ředitel gymnázia Antal Vas (1851–1916), kteří se v této věci velmi angažovali, a starosta Bardejova Alajos Rhody. Hudební program zajišťoval kapelník Dezső Kövér (1873–1933) ze Satu Mare, který ve stejný den odpoledne vystoupil se svým vojenským orchestrem také v Bardejovských Kúpelích s koncertem výhradně z děl Bély Kélera. V rámci vzpomínkového ceremoniálu byl stručně shrnut i Kélerův umělecký život a zmíněn odkaz ve formě hudebnin a dalších listinných dokumentů, které v testamentu zanechal svému rodnému městu.

## Vyznamenání
- Švédský a norský král Oskar II. mu udělil zlatou medaili „Literis et artibus“.
- Pruský král Fridrich Vilém IV. mu věnoval zlatou dózu.
- Německý císař Vilém I. Pruský ho odměnil zlatou broží.
- Vévoda z Nassau mu udělil Velký stříbrný kříž Für Verdienste und Wissenschaft.

## Dílo
Dílo Bély Kélera je velmi rozsáhlé. Do roku 1877 vyšlo tiskem 138 jeho skladeb ve dvanácti nakladatelstvích. Zkomponoval 26 valčíků, 31 pochodů, 20 čardášů, 28 polek, 17 písní, 11 galopů, 10 předeher a řadu dalších příležitostných skladeb. Mnoho skladeb se nedochovalo nebo jsou nezvěstné. Některé skladby zůstaly v rukopise a jsou ve sbírkách muzea v Bardejově.
Kromě tanečních a populárních skladeb komponoval i díla vážnějšího charakteru. Patří mezi ně již zmíněné předehry, ale také symfonické básně
- La chasse aux papillons op.133
- Serenata Veneziana, quasi Cavatina op.93
- Karpaty (1854) – nejzávažnější a zároveň nejrozsáhlejší z Kélerových děl. Přestože v názvu takřka hodinové kompozice figuruje pohoří Karpaty, skladatel  čerpal inspiraci výhradně v prostředí Vysokých Tater, které se nacházely v blízkosti jeho rodiště. Po předehře a úvodu následuje 5 hudebních obrazů v pořadí Lomnický štít, Popradské pleso, Železnorudné hamry, Lov a Ve Starém Smokovci. Ukazuje se, že Karpaty jsou prvním programním dílem, které je inspirováno slovenskými přírodními krásami i běžným životem, který se v jejich okolí odehrával. Digitální přepis díla, který se nachází v notové knihovně Petrucci Music Library, z veřejných zdrojů podpořil slovenský Fond na podporu umění, hlavní partner projektu.[5]
- Noc v Benátkach
- Koncert pro housle a orchestr
- Starý a nový rok – hudební dialog v otázkách a odpovědích
- Der Musikalische Fernsprecher (hudební telefon)

### Opusovaná díla[1]
1       Trois Hongroises
2       a) Vilma csardas
b) Baráti fölhivás (Freundlicher Zuruf)
3       a) Honi Visszhang (Heimisches Echo)
b) Honvágy (Heimath-Sehnen)
c) Reményem (Mein Hoffen)
4       Kismartoni Emlék (Erinnerung an Eisenstadt)
5       Kossuth Indulója (Ungarischer National-Marsch)
6       Búcsú Induló (Ungarischer Abschieds-Marsch)
7       Hongroise (Original-Ungarischer)
8       Abschied von der Heimath
9       Ein Ton aus deiner Kehle
10   Schlummerlied
11   Preussens Aar Jubel-Marsch
12   Grosser Sturm-Galopp
13   Prinz-Friedrich-Carl-Marsch
14   Litfass Annoncir-Polka
15   La Berlinoise
16   L'Hirondelle
17   Hoffnungs-Sterne
18   La Rose
19   Courier-Galopp
20   Mosonyi-Csárdás
21   Gizella Induló (Gisella-Marsch)
22   Mazzuchelli-Marsch
23   Wanderlied
24   Aufmunterungs-Polka
25   Masken-Galopp
26   Debreczeni emlék (Erinnerung an Debreczin)
27   Friedens-Palmen
28   Conferenz-Quadrille
29   Ladies Polka (Damen Polka)
30   Sophien-Polka
31   Bártfai emlék (Erinnerung an Bartfeld)
32   Pest-Ofner-Polka
33   Brigadier-Marsch
34   Neukreutzer-Polka
35   Neu-Wiener Kör
36   La Gracieuse
37   St. Quentin-Marsch
38   Árva lány haj süvegem bokrétája
39   Alföldi Bucsúhangok (Abschied von Niedern-Ungarn)
40   Bokréta-Csárdás (Sträusschen Csárdás)
41   Wiedersehen-Polka
42   Die Wiener Freiwilligen
43   Seemanns-Fahrten
44   Assemblee-Franczia-Négyes
45   Schiller Marsch
46   Werbőczy-Csárdás (Verböczy csárdás)
47   Die Minorenne
48   Deák Induló (Deák-Marsch im ungarischen Styl)
49   Üstökös-Csárdás (Komet Csárdás)
50   Emlék sugarak (Strahlen der Erinnerung)
51   Dallam-Négyes (Lieder-Quadrille nach ungarischen Volksliedern)
52   Karpati-viszhangok (Karpati-Csárdás)
53   Lövészbál-polka (Schützen-Ball-Polka)
54   Tokaji-cseppek (Tokayer Tropfen)
55   L'occasion
56   Üdvözlet hazámhoz (Gruss an mein Vaterland)
57   Wallram-Marsch
58   Hof-Ball-Polka
59   Aus der Ferne
60   Grand Galop infernale
61   Ach wie freudig seelig pocht mein Herz (Come palpita il mio cor)
62   Soldatenleben
63   La belle de Wiesbaden
64   Lustlager-Marsch.
65   Die Sprudler
66   Wiesbadener Feuerwehr-Marsch
67   Herzog Adolph-Jubiläums-Fest-Marsch
68   Souvenir de Wiesbaden
69   Gneisenau-Marsch
70   Sängergruß
71   Entre Paris et Wiesbaden (Zwischen Paris und Wiesbaden)
72   Rosige Träume
73   Lustspiel-Ouverture
74   Ouverture comique 
75   Ouverture Romantique
76   Rakoczy-Ouverture
77   Berliner Kinder
78   Saison-Eröffnungs-Marsch
79   Mainzer Karnevals-Polka
80   Die Friedenstaube
81   Des Kriegers Heimkehr
82   Tanzlust
83   Am schönen Rhein, gendenk' ich dein!
84   Kimo-Kaimo-Galopp
85   Rheinlust
86   Merkur-Galopp
87   Der Alpenjäger
88   Deutsches Gemüthsleben
89   Husaren-Galopp
90   Deutscher Kaisermarsch
91   Österreich-Ungarn
92   Eine Liebesgabe
93   Auf Flügeln der Liebe
94   Traumglück
95   Tempelweihe
96   Aelpler’s Lust
97   Mazur Przemyslśki
98   Serenata Veneziana
99   Die Glücksgöttin
100 Die letzten Glücksstunden
101 Romantisches Leben
102 Die schöne Reiterin
103 Ach Liebste, wenn ich bei Dir bin
104 An der Themse Strand
105 Entre Calais et Dover
106 Die Fremdlinge
107 Diana-Galopp
108 Ungarische Lustspiel-Ouverture
109 La belle Anglaise
110 Lerchen-Schwingen
111 Französische Lustspiel-Ouverture
112 In der neuen Heimath
113 Ehret die Frauen
114 Mit Anmuth und Grazie
115 Westbournia-Galopp
116 Hoch zu Ross
117 Frohsinn
118 Für Herz und Gemüth
119 Sempre Crescendo-Galopp
120 Magyár-Népdal-Induló (Ungarischer Volkslieder-Marsch)
121 Zaubergeige-Marsch
122 Hymens Blumen-Spende
123 Erinnerung an Hermannstadt
124 Polemische Takte
125 Erinnerung an den Gletschergarten in Luzern
126 Das Vaterland hoch
127 Russischer-Marsch
128 Türkischer-Marsch
129 Am Züricher See
130 Congress-Quadrille
131 Italienische Schauspiel-Ouverture
132 Jubiläumsfeier
133 Die Schmetterlingsjagd
134 Drei ungarische Idyllen
135 Son of Puszta
136 Ungarische Concert-Ouverture
137 Spanische Lustspiel-Ouverture
138 Vom Rhein zur Donau
139 Csokonay-Ouverture